# VBC Energia
VBC Energia foi uma holding brasileira. Foi o maior acionista da empresa CPFL.
Seu capital era originalmente dividido em 33,33% Votorantim S.A., 33,33%  Grupo Camargo Corrêa (atual Mover Participações) e 33,33% Bradespar S.A. (uma empresa do banco Bradesco). Em 2007, a Bradespar deixou a sociedade e, em 30 de janeiro de 2009, o Grupo Camargo Corrêa anunciou a compra da participação do Grupo Votorantim, tornando-se, assim, o único acionista da holding.
Em 2017, a CPFL foi vendida a chinesa State Grid Corporation.